# 대그니 커
대그니 커(Dagney Kerr, 1972년 2월 22일 ~ )는 미국의 배우, 텔레비전 배우, 영화배우이다.
신시내티에서 태어났다.

## 방송
- 위기의 주부들 시즌2

## 영화
- 스트로베리 썸머 (2012년)
- 파크 (2006년)
- 위기의 주부들 (2004년)
- 조지 로페즈 (2002년)
- 백만장자 프로젝트 (2002년)
- 더 디스트릭트 (2000년)
- 뱀파이어 해결사 (1997년)